# ホスファチジルセリン
ホスファチジルセリンあるいはフォスファチジルセリン（Phosphatidylserine、略称: Ptd-L-SerあるいはPS）は、リン脂質の成分であり、通常はフリッパーゼと呼ばれる酵素によって細胞膜の内葉（細胞質側）に留められている。細胞にアポトーシスが起こる時、ホスファチジルセリンは細胞膜の細胞質側にもはや制限されず、細胞の表面に露出するようになる。これをイートミーシグナルと呼ぶ。後述される効用のためアメリカでは広くサプリメントとして普及している。

## 代謝

ホスファチジルセリンの生合成

バクテリアにおいて、ホスファチジルセリンはアミノ酸のセリンとCDP（シチジン二リン酸）によって活性化されたホスファチジン酸が縮合することによって生合成される。ほ乳類では、ホスファチジルセリンはホスファチジルコリンやホスファチジルエタノールアミンの塩基交換反応によって生産される。逆にホスファチジルセリンからホスファチジルコリンやホスファチジルエタノールアミンを得ることもできるが、動物ではこのホスファチジルセリンからホスファチジルコリンが生成する経路は肝臓でのみ起こる。

## 応用

### 研究
アネキシン-A5はPSに対して非常に強い結合親和性を持つ天然のタンパク質である。標識したアネキシン-A5は、初期あるいは中期アポトーシス状態にある細胞をin vitroあるいはin vivoで可視化することができる。その他のPS結合タンパク質にはMfge8がある。

### 腫瘍
テクネチウム標識されたアネキシン-A5によって、細胞分裂とアポトーシスの頻度が高い病態を示す病的状態にある悪性腫瘍と、アポトーシスの頻度が小さい良性腫瘍を区別することができる。

## 可能性がある健康上の効用

### 記憶および認知
初期の研究では、ホスファチジルセリンはウシの脳から精製されていた。現在市販されている製品は、狂牛病への懸念からキャベツあるいはダイズから作られている。植物原料の製品においてセリンに結合している脂肪酸は、同一ではないが同様の化学構造を有しており、感染の危険性がない。
ラットを用いた予備的研究では、3つの行動試験のうち1つでダイズ製品がウシ由来のものと同等に効果があったことが示されている。
FDAは、ホスファチジルセリンに「限定的健康強調表示 (qualified health claim)」の地位を与えている。これによって、「ホスファチジルセリンの摂取は高齢者の認知症のリスクを低減するかもしれない」、「ホスファチジルセリンの摂取は高齢者の認知機能障害のリスクを低減するかもしれない」といった内容を、「ごく限られた・予備的な科学研究がホスファチジルセリンが高齢者の認知機能障害のリスクを低減するかもしれないことを示唆しています。FDAはこの主張を支持する科学的証拠はほとんど存在しないと結論付けています」との免責条項付きで表示することが許可されている。

### スポーツ栄養
サイクリングやウェイトトレーニング、ゴルフ、耐久運転に関わる運動選手において、PSは認知機能やパフォーマンス、ストレスへの内分泌反応、筋肉損傷の低減、運動後の苦痛を低減し幸福感を改善することが示されている。PSは、運動が誘導するコルチゾール濃度の増加を用量依存的に鈍化させることによって、戦闘運動によって誘導されるストレスに対する有効なサプリメントであることが報告されている。1日800 mgおよび600 mgのPSを10日間摂取するとコルチゾール濃度の増加が弱まるものの、低用量 (400 mg) ではこの効果は認められていない。PSの補給は、運動選手に望ましいホルモンバランスを促し、オーバートレーニングやオーバーストレッチングに付随して起こる生理的劣化を弱めるかもしれない。最近の研究では、PSが
精神的ストレス状態にある若者集団において気分を高揚させ、ゴルフ選手のストレス耐性を増強することによってティーオフの間の正確性を改善することが示されている。

### 注意欠陥・多動性障害
最初の予備研究は、PS補給が注意欠陥・多動性障害 (ADHD) を持つ子供に有益かもしれないことが示された。追跡研究はこの発見を裏付けた。この研究では、1日200 mgのPSを2ヶ月間補給された子供においてADHD症状の有意な改善が見られることが明らかにされた。

## 安全性
伝統的に、PSサプリメントはウシ大脳皮質 (BC-PS) に由来していた。しかしながら、感染性疾患が伝搬する可能性のため、安全と考えられる代替品としてダイズ由来のPS (S-PS) が確立されている。ダイズ由来PSは「一般に安全と認められる」(GRAS) とされており、1日200 mgを3回摂取しても高齢者にとって安全な栄養補給剤である。ホスファチジルセリンはマウスにおいて特異的免疫反応を低減することが示されている。

## 食品
PSは肉に含まれているが、脳や肝臓や腎臓といった内臓に豊富に含まれている。白豆を除くと、乳製品や野菜にはごく少量のPSしか含まれていない。
表 1. 食品のPS含有量
| 食品                             | PS含有量 (mg/100 g) |
| -------------------------------- | ------------------- |
| ダイズレシチン                   | 5900                |
| ウシ脳                           | 713                 |
| サバ                             | 480                 |
| ニワトリ心臓                     | 414                 |
| タイセイヨウニシン               | 360                 |
| ウナギ                           | 335                 |
| もつ（平均値）                   | 305                 |
| ブタの脾臓                       | 239                 |
| ブタの腎臓                       | 218                 |
| マグロ                           | 194                 |
| 骨を除いた皮付き鶏もも肉         | 134                 |
| 鶏肝臓                           | 123                 |
| 白豆                             | 107                 |
| ソフトシェルクラム               | 87                  |
| 皮付き鶏ムネ肉                   | 85                  |
| ボラ                             | 76                  |
| 仔牛肉                           | 72                  |
| 牛肉                             | 69                  |
| 豚肉                             | 57                  |
| 豚の肝臓                         | 50                  |
| 皮あるいは骨付きの七面鳥のもも肉 | 50                  |
| 皮をとった七面鳥のムネ肉         | 45                  |
| ザリガニ                         | 40                  |
| コウイカ                         | 31                  |
| タイセイヨウダラ                 | 28                  |
| アンチョビ                       | 25                  |
| 全粒オオムギ                     | 20                  |
| ヨーロッパヘイク                 | 17                  |
| イワシ                           | 16                  |
| マス                             | 14                  |
| 米（玄米）                       | 3                   |
| ニンジン                         | 2                   |
| ヒツジのミルク                   | 2                   |
| 牛乳 (whole, 3.5% fat)           | 1                   |
| ジャガイモ                       | 1                   |

西洋諸国における食事からの1日の平均PS摂取量は、130 mgと推計されている。